# Gede
Gede je v současnosti nečinná sopka na indonéském ostrově Jáva, zhruba 60 km jižně od hlavního města Jakarty, z níž je pouhým okem viditelná. V okolí se nachází další tři města - Cianjur, Sukabumi a Bogor. Vulkán je součástí sopečného komplexu dvou stratovulkánů: Gede (2 958 m) a Pangrango (3 019 m). Původcem všech evidovaných erupcí v historii (zaznamenává se od 16. století) je právě mladší Gede. Poslední aktivita se objevila v roce 1957.
Ačkoliv není uvedena na Decade Volcanoes, tak se předpokládá, že by větší erupce mohla ohrozit hustě zalidněné oblasti ve jejím okolí.